# بروس فرينش (لاعب كريكت)
بروس فرينش (13 أغسطس 1959 في المملكة المتحدة - ) (بالإنجليزية: Bruce French)‏ هو لاعب كريكت بريطاني. شارك مع منتخب إنجلترا للكريكت. أما مع النوادي، فقد لعب مع نادي مقاطعة نوتنغهامشير للكريكت ‏ ونادي مارليبون للكريكت ‏.

## وصلات خارجية
- بروس فرينش على موقع إي آس بي آن كريك إنفو (الإنجليزية)